# Бунзо
Бунзо (нім. Bunsoh) — громада в Німеччині, розташована в землі Шлезвіг-Гольштейн. Входить до складу району Дітмаршен. Складова частина об'єднання громад Міттельдітмаршен.
Площа — 11,7 км2. Населення становить 781 ос. (станом на 31 грудня 2020).

## Історія
Кілька кам'яних могил, таких як велика кам'яна могила в Бунсох, свідчать про раннє заселення села та його околиць. На основі знайдених у могилі речей, зокрема глиняних посудин, її датують 3500-2800 роками до н.е. і відносять до неолітичної культури лійчастого посуду.
Інші археологічні знахідки, датовані 560-620 роками нашої ери, включають тіло з болота Бунсо та пов'язане з ним намисто Бунсо.
Вперше Бунсох згадується в документі 1450 року.
Парафія Альберсдорф була розформована 1 квітня 1934 року. Всі її села, сільські громади та бауершафти стали незалежними муніципалітетами / сільськими громадами, в тому числі й Бунсох.